# جون سيلبا
جون سيلبا (1961-2015) (بالإنجليزية: John Silba)‏ هو عالم نبات أمريكي.